# JNR EF55 sorozat
A JNR EF55 sorozat  egy Japán 2-C+C-1 tengelyelrendezésű 1500 V DC áramrendszerű villamosmozdony-sorozat. A JNR és a JR East üzemeltette a Tókaidó-vasútvonalon a távolsági expresszvonatok továbbítására. A Hitachi, a Kawasaki, a Tōyō Electric gyártotta a mozdonyokat 1936-ban. Összesen három db készült belőle. 1964-ben selejtezték a sorozatot. Beceneve: Mumin (egy svéd könyv- és rajzfilmfigura).